# Man of Tai Chi
Man of Tai Chi (El Maestro del Tai Chi en Hispanoamerrica, El poder del Tai Chi en España) es una película de acción y artes marciales dirigida por Keanu Reeves. 
Producción de Lemore Syvan y Daxing Zhang, con música de Chan Kwong-wing. Protagonizada por Keanu Reeves, Karen Mok, Tiger Hu Chen, Simon Yam. Su estreno mundial fue en 2013.

## Reparto
- Keanu Reeves como Donaka Mark.
- Tiger Hu Chen como Chen "Tigre" Lin-Hu.
- Karen Mok como Detective Sun Jing-Si.
- Simon Yam como Superintendente Wong.
- Ye Qing como Qing Sha.
- Yu Hai como Maestro Yang.
- Sam Lee como Tak Ming.
- Michael Tong como Policeman Yuan.
- Iko Uwais como Gilang Sanjaya.

## Galería

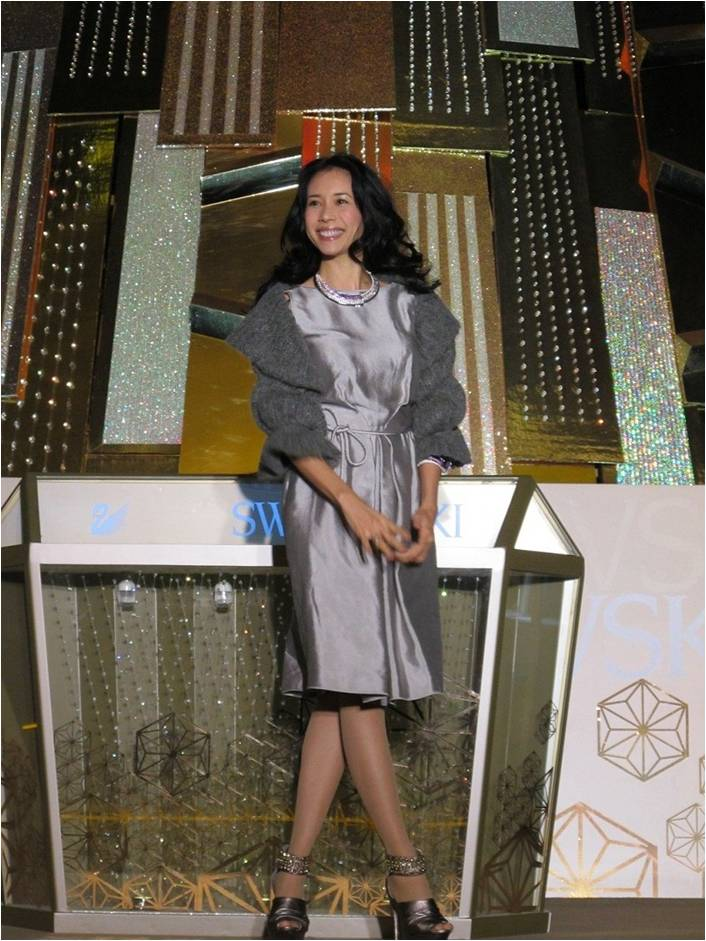
Karen Mok en 2012.
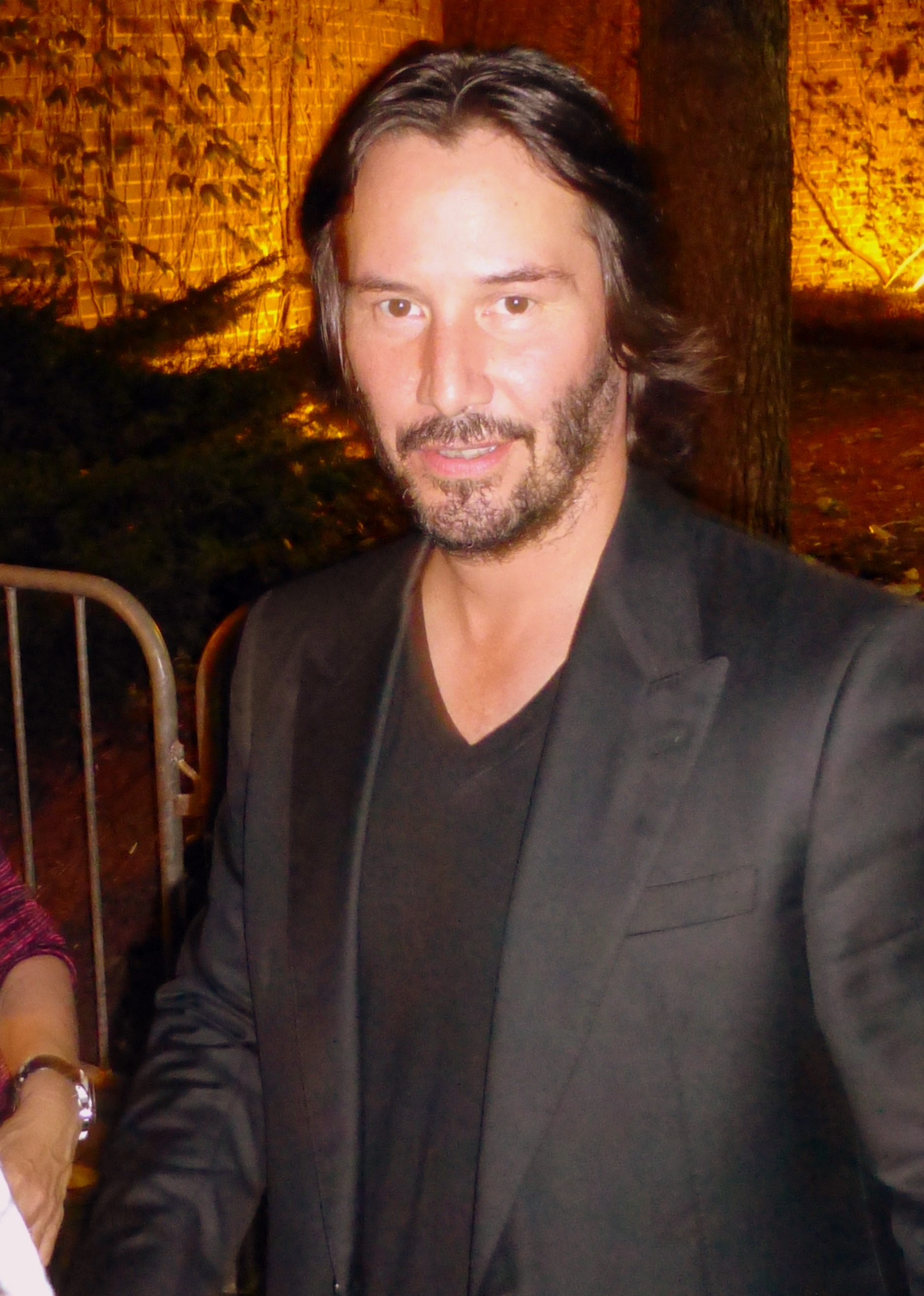
Keanu Reeves en 2013.
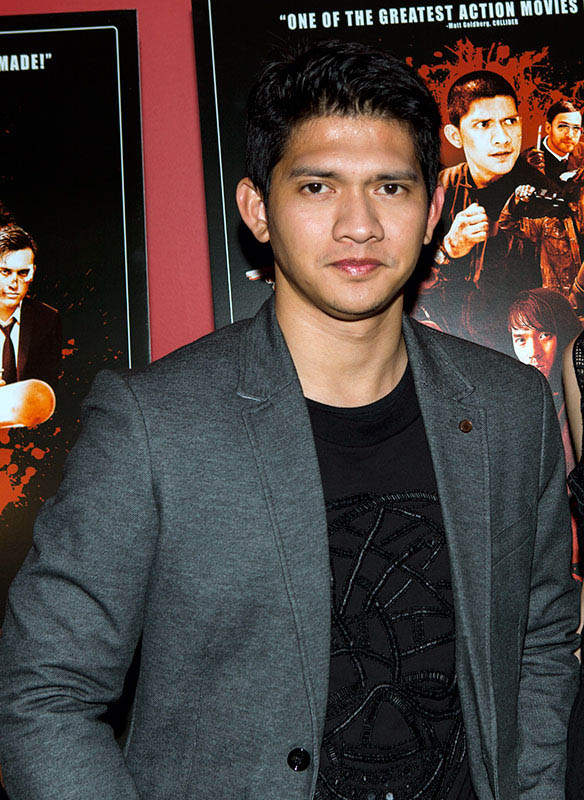
Iko Uwais en 2014.